# Bill Napier (Klarinettist)
Bill Napier (eigentlich James William Asbury, * 1926 in Asheville, North Carolina; † 30. April 2003 in Hayward (Kalifornien)) war ein US-amerikanischer Jazzmusiker (Klarinette) des Dixieland.

## Leben und Wirken
Napier begann das Klarinettenspiel zu lernen, als er mit zwölf Jahren die Jesuitenschule besuchte. Ein Jahr später entdeckte er die Jazzmusik und zog in den 1940er-Jahren nach San Francisco. Dort arbeitete in der Dixieland-Szene; erste Aufnahmen entstanden 1950 mit Turk Murphy’s Jazz Band. In den folgenden Jahren spielte er u. a. bei Bob Mielke’s Bearcats, Bob Scobey’s Frisco Band, Gene Mayl’s Dixieland Rhythm Kings (Jazz in Retrospect, Riverside 1958) und mit Clancy Hayes.  1961 tourte Napier mit der Basketball Road Show der Harlem Globetrotters in Europa; 1976 trat er mit der New Bay City Jazzband auf dem sechsten International Traditional Jazz Festival Breda auf. In den 1970er- und 1980er-Jahren gehörte er noch der Magnolia Jazz Band, Golden Age Jazz Band, der Dick Oxtot Band und Bob Schulz and His Frisco Jazz Band an. 1994 entstanden Livemitschnitte in Triobesetzung mit Larry Scala (Banjo) und Robbie Schlosser (Kontrabass). Im Bereich des Jazz war er zwischen 1950 und 1999 an 46 Aufnahmesessions beteiligt. Seine stilistische Vorbilder waren Omer Simeon, Jimmie Noone und Jimmy Dorsey.
Bill Napier ist nicht mit dem gleichnamigen Mandolinenspieler Bill Napier (1935–2000) zu verwechseln.